# Longizacla
Longizacla is een geslacht van rechtvleugeligen uit de familie krekels (Gryllidae). De wetenschappelijke naam van dit geslacht is voor het eerst geldig gepubliceerd in 2003 door Gorochov.

## Soorten
Het geslacht Longizacla omvat de volgende soorten:
- Longizacla egregius Gorochov, 1996
- Longizacla handschini Chopard, 1937
- Longizacla sumatrana Gorochov, 2006